# Segmentació de memòria
La segmentació (juntament amb la paginació) és un dels processos més comuns a l'hora d'implementar la protecció de la memòria. L'espai lògic d'adreces de cada procés es divideix en porcions anomenades segments. Cada cop que una instrucció accedeix a una adreça específica de memòria, s'utilitza un identificador del segment, més un valor del desplaçament dins d'aquest segment. Cada segment té una sèrie de permisos associats i una longitud (que sol variar en cada segment). El procés podrà accedir a la posició de memòria si pot accedir al segment i el desplaçament no supera la longitud màxima del segment.
A més del permisos i la longitud, el segment també conté informació sobre on està físicament guardada la informació, indicant, per exemple, si el segment es troba en memòria principal o no. Si la informació del segment no es troba en memòria principal, el sistema operatiu s'encarrega d'obtenir la informació de la memòria secundària.
Les unitats de gestió de memòria són els components de maquinari encarregats de traduir les adreces lògiques dels segments en adreces físiques i també són les encarregades de controlar l'accés i els valors correctes d'adreces de memòria.
Els detalls dels sistemes de segmentació depenent molt del tipus d'arquitectura i processador. Molts sistemes actuals, com per exemple els Intel de 32 bits, utilitzen un esquema complex que utilitza una combinació de paginació i segmentació.